# لامبورغيني مارزال
لامبورغيني مارزال (بالإنجليزية: Lamborghini Marzal) هي سيارة اختبارية كلاسيكية ظهرت لأول مرة عندما عرضتها لامبورغيني في معرض جنيف للسيارات في سويسرا عام 1967.